# Иван Гюров
Иван Гюров или Йоан Гьорев е български революционер, войвода на Вътрешната македоно-одринска революционна организация.

## Биография
Иван Гюров е роден в прилепското село Витолища, тогава в Османската империя. Присъединява се към ВМОРО и става четник при Глигор Соколов през 1902 година. По-късно става помощник войвода на Кръстьо Гермов. През 1906 година двамата са заловени в Прилеп, като Иван Гюров е осъден на 10 години затвор. През това време води тайна кореспонденция с мариовските чети. След Младотурската революция от 1908 година е амнистиран. През лятото на 1912 година е войвода в Мариовско. При избухването на Балканската война в 1912 година е доброволец в Македоно-одринското опълчение в Сборна партизанска рота на МОО.